# Myrmecolaelia fuchsii
Myrmecolaelia fuchsii är en orkidéart som beskrevs av Fritz Hamer och Julian Mark Hugh Shaw. Myrmecolaelia fuchsii ingår i släktet Myrmecolaelia och familjen orkidéer. Inga underarter finns listade i Catalogue of Life.